# دیانا مانز
دیانا مانز (به انگلیسی: Diana Munz) (زادهٔ ۱۹ ژوئن ۱۹۸۲) شناگر اهل ایالات متحده آمریکا است.